# لوتيير
لوتيير  هو نهر من شمال الراين-وستفاليا , المانيا. بل هو من روافد نهر إمس.